# 109
109 ou 109 d.C. foi um ano comum do Século II que começou e terminou na segunda-feira, de acordo com o Calendário Juliano. A sua letra dominical foi G.
| Ano completo                         |
| ------------------------------------ |
| Ano comum com início à segunda-feira |

## Eventos

### Ocidente
- Inauguração das termas de Trajano, em Roma.[1]

### Oriente
- Gotamiputa Sri Satakani governa o Decão (até 132).